# Old Somerby
Old Somerby – wieś w Anglii, w hrabstwie Lincolnshire, w dystrykcie South Kesteven. Leży 39 km na południe od Lincoln i 156 km na północ od Londynu.